# Takayuki Yamada
Takayuki Yamada (山田孝之, Yamada Takayuki) é um ator e cantor japonês.
Foi descoberto aos 15 anos e começou a carreira como actor secundário em várias séries até ser chamado para protagonizar a série Waterboys em 2003. Seguidamente fez Fire Boys (2004) e Sekai no chuushin de, ai wo sakebu (2004) na qual conseguiu o prémio de melhor actor.
Pratica hipismo e basquetebol. Tem como passatempos jogar futebol, fotografar e tocar viola. Tem duas irmãs mais velhas e um filho da ex-namorada nascido em Outubro de 2005.

## Papéis

### Filmes
- erro em {{japonês}}: Texto em japonês ou romaji necessário (ajuda) (2011)
- Thirteen Assassins (十三人の刺客) (2010)
- Wait and violent (乱暴と待機) (2010)
- Seaside Motel (シーサイドモーテル) (2010)
- Oarai ni mo hoshi wa furu nari (大洗にも星はふるなり) (2009)
- MW (2009)
- Kamogawa Horumo (鴨川ホルモー) (2009)
- Crows ZERO 2 (2009)
- 252: Seizonsha ari (252 生存者あり) (2008)
- Ikigami (2008)
- Crows ZERO (2007)
- That Time I Said Hi to My Boyfriend (そのときは彼によろしく, Sono Toki wa Kare ni Yoroshiku)  (2007)
- Maiko Haaaan!!! (舞妓) (2007)
- The Letter (手紙, Tegami) (2006)
- Densha Otoko (電車男) (2005)
- Jenifa (ジェニファ) (2004)
- Dragon Head (2003)
- 'Neko no Ongaeshi (猫の恩返し) (2002)

### Séries Televisivas
- BOSS (2009 Fuji TV) ep 4-5
- Churasan 4 (ちゅらさん4) (2007 NHK)
- Taiyo no Uta (タイヨウのうた) (2006 TBS)
- Byakuyakou (白夜行) (2006 TBS)
- Start Line ~Namida no Sprinter~ (スタートライン～涙のスプリンター～) (2005 Fuji TV)
- Densha Otoko (電車男) (2005 Fuji TV) cameo episode 1 & special
- H2~Kimi to Itahibi (H2～君といた日々) (2005 TBS)
- Churasan 3 (ちゅらさん3) (2004 NHK)
- Sekai no Chuushin de, Ai wo Sakebu (世界の中心で、愛をさけぶ) (2004 TBS)
- Jidan Kosho Jinnai Tamako Ura File 3 (示談交渉人甚内たま子”裏”ファイル3) (2004 TBS)
- Fire Boys (ファイアーボーイズ　～～め組の大吾～) (2004 Fuji TV)
- Water Boys (ウォーターボーイズ) (2003 Fuji TV)
- Churasan 2 (ちゅらさん2) (2003 NHK)
- Hatachi (はたち～1982年に生まれて～) (2003 Fuji TV)
- Onmyoji Abe no Seimei (陰陽師☆安�?晴明～王都妖奇譚～) (2002 Fuji TV)
- Akahige (赤ひげ) (2002 Fuji TV)
- Lunch no Joou (ランチの女王) (2002 Fuji TV)
- Jidan Kosho Jinnai Tamako Ura File 2 (示談交渉人甚内たま子”裏”ファイル２) (2002 TBS)
- Long Love Letter (ロング・ラブレター～漂流教室～) (2002 Fuji TV)
- Koi ga Shitai x3 (恋がしたい×3) (2001 TBS)
- Jidan Kosho Jinnai Tamako Ura File (示談交渉人甚内たま子”裏”ファイル) (2001 TBS)
- Churasan (ちゅらさん) (2001 NHK)
- Aoi Tokugawa Sandai (葵徳川三代) (2000 NHK)
- Rokubanme no Sayoko (六番目の小夜子) (2000 NHK)
- Psychometrer Eiji 2 (サイコメトラーEIJI2) (1999 NTV)

### Dublagens
- Eragon (Eragon) (2006)

### Singles
| Single | Informações | Vendas |
| ------ | --- | ------ |
| 1st    | All I want for this Summer is you (真夏の天使)Music Single - Takayuki Sakebu - Yamada Takayuki - Released: 2002.08.10 - Label: Universal Music | ?      |